# Кипнак (Аљаска)
Кипнак (енгл. Kipnuk) насељено је место без административног статуса у америчкој савезној држави Аљаска.

## Демографија
По попису из 2010. године број становника је 639, што је 5 (-0,8%) становника мање него 2000. године.
| Група             | 2000.     | 2010.     |
| Белци             | 13 (2,0%) | 13 (2,0%) |
| Афроамериканци    | 0 (0,0%)  | 0 (0,0%)  |
| Азијати           | 0 (0,0%)  | 0 (0,0%)  |
| Хиспаноамериканци | 0 (0,0%)  | 0 (0,0%)  |
| Укупно            | 644       | 639       |